# L'armistizio
L'armistizio (The Truce Hurts) è un film del 1948 diretto da William Hanna e Joseph Barbera. È il trentacinquesimo cortometraggio animato della serie Tom & Jerry, prodotto dalla Metro-Goldwyn-Mayer e uscito negli Stati Uniti il 17 luglio 1948. Nel film il cane Spike viene erroneamente chiamato Butch, che invece è un altro personaggio della serie che appare nello stesso cortometraggio. Il titolo originale è un gioco di parole fra l'espressione "the truth hurts" ("la verità fa male") e la parola "truce" (in italiano, "trattato").

## Trama
Durante l'ennesima rissa tra Spike, Tom e Jerry, il cane propone di fare un armistizio e diventare amici. Egli scrive così un trattato di pace, firmato da tutti e tre, in cui stabiliscono di vivere in pace fra loro. La mattina dopo i tre fanno colazione insieme, e durante il giorno il trattato si rivela utile quando Butch cerca di mangiare Jerry (che viene salvato da Tom) e quando un cane randagio fa lo stesso col gatto (che viene salvato da Spike). Poco dopo, da un furgone in corsa cade una bistecca, e i tre "amici" decidono di mangiarla insieme. Tuttavia iniziano presto a litigare sulla dimensione delle parti in cui dividerla. Durante la lite, la bistecca finisce fuori dalla finestra e cade nelle fogne. Allora Spike strappa il trattato, e i tre ricominciano a combattere tra loro.

## Censura
La scena in cui il furgone della carne schizza del fango in faccia a Tom, Jerry e Spike, facendoli apparire in blackface, è censurata nella versione televisiva e, in Europa, anche in DVD.